# Vuurmeter

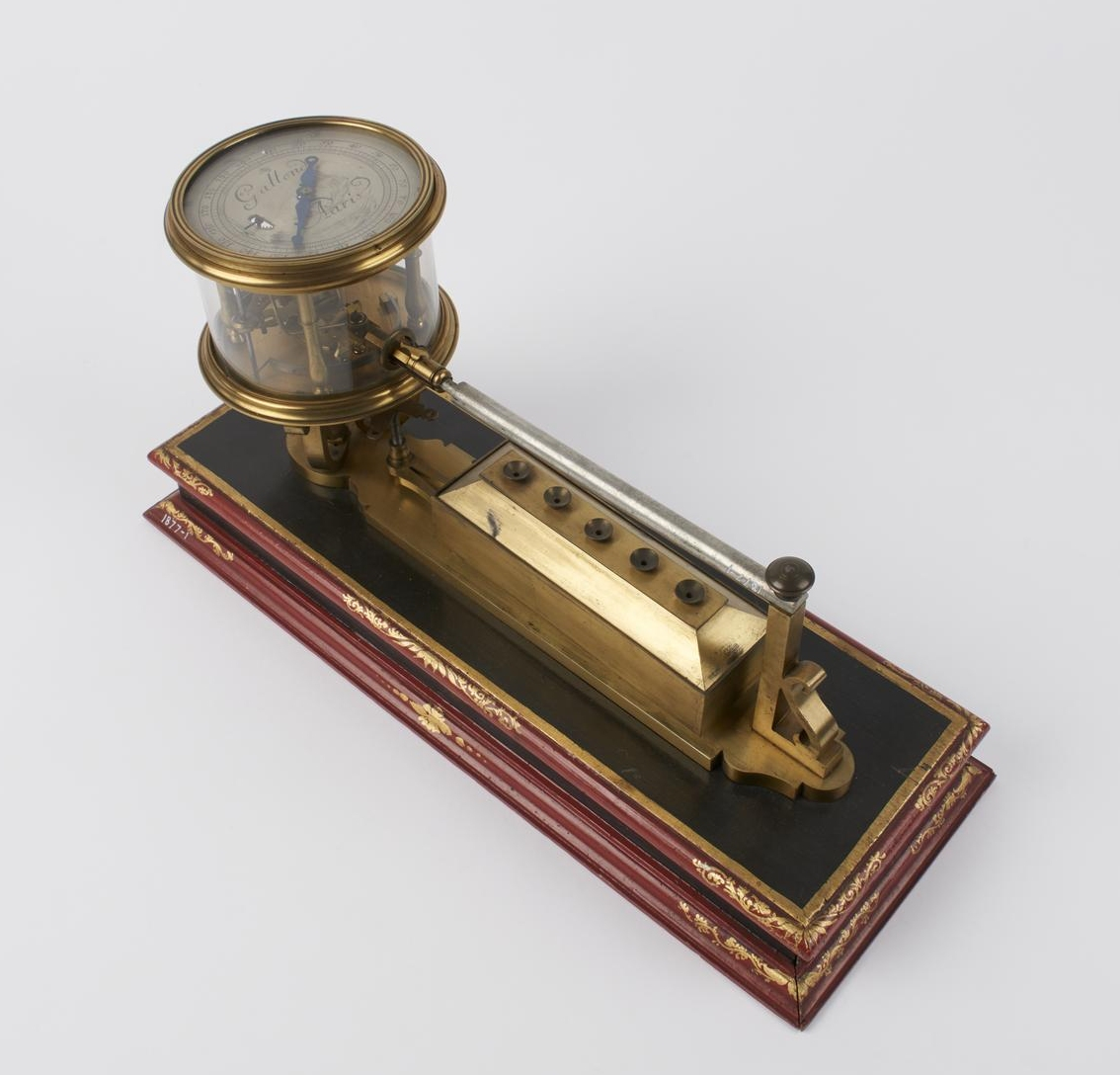
kopie van Musschenbroeck's Pyrometer (Dilatometer), 1731

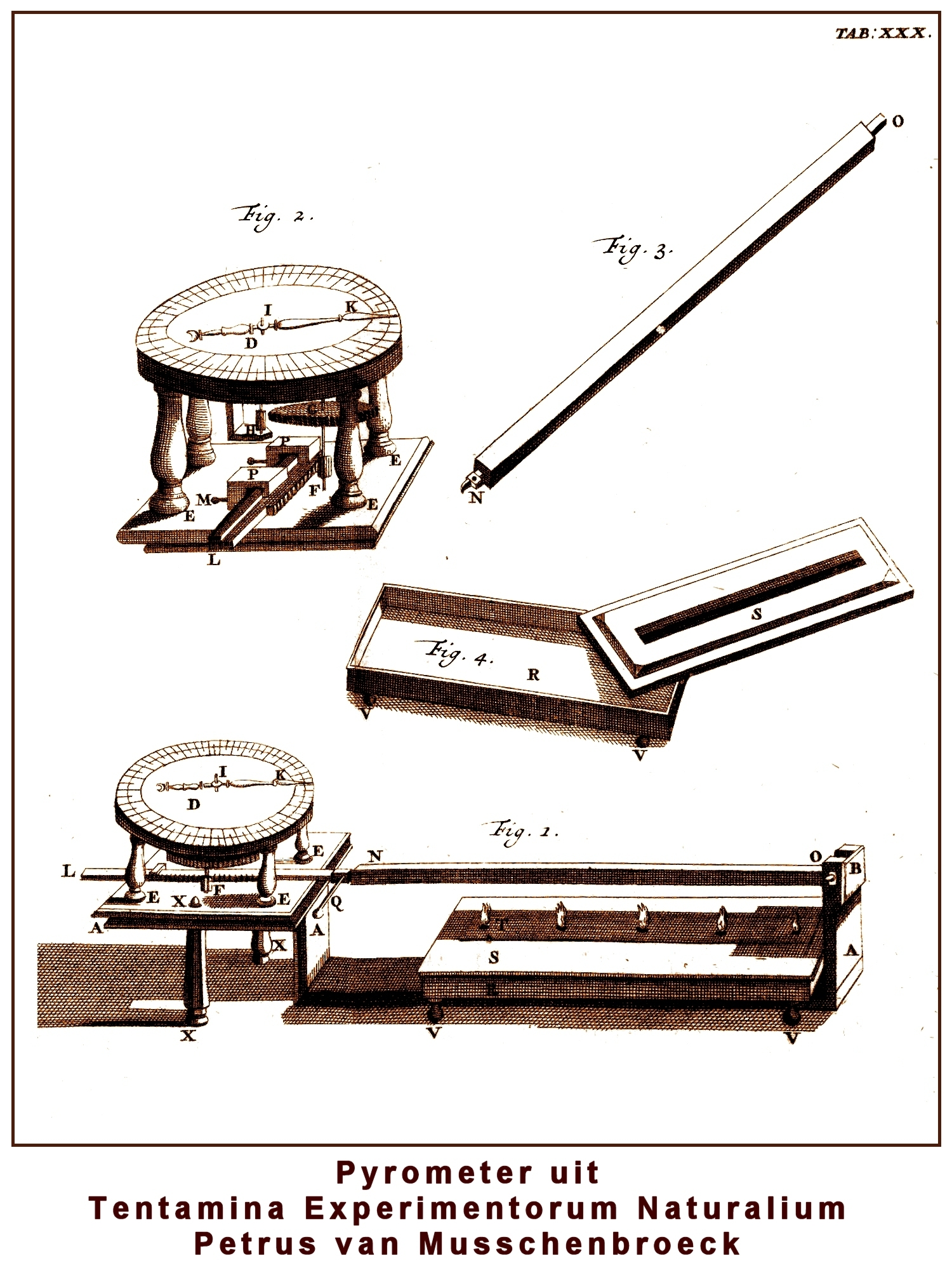
Pyrometer Petrus van Musschenbroeck

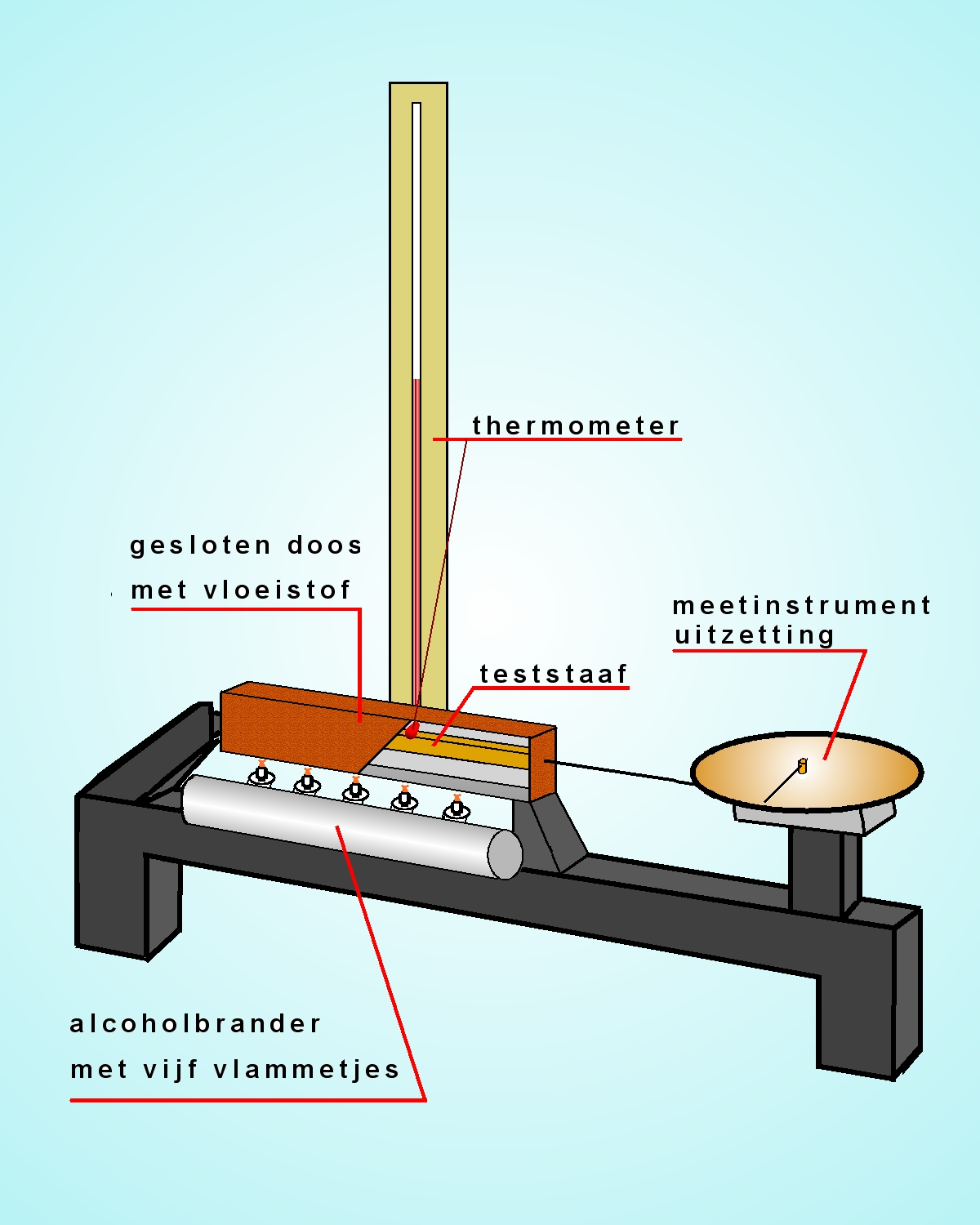
Vereenvoudigde schets verbeterde vuurmeter van Petrus van Musschenbroeck

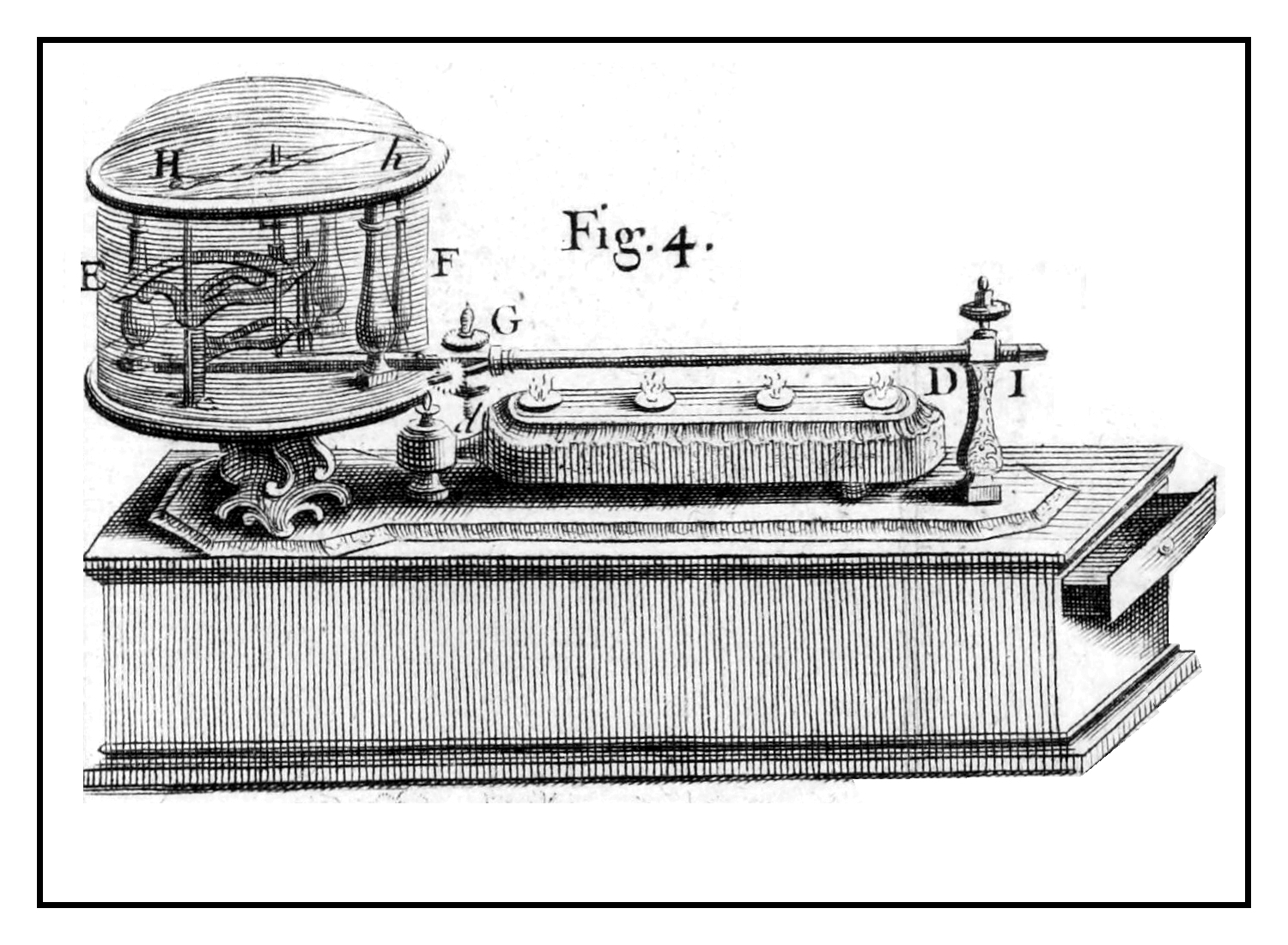
Pyrometer die Gallonde voor Nollet vervaardigde (1745

De vuurmeter (pyrometer van Musschenbroeck) was een instrument om de uitzetting van met name metalen te meten.

## Beschrijving
In zijn "Beginselen der Natuurkunde" (1736) noemde van Pieter van Musschenbroeck de pyrometer (vertaald in Hollands) vuurmeter. Hij zei dat daarmee de kleinste uitzettingen van materialen konden worden gemeten met een nauwkeurigheid van 1/12500 Rijnlandse duim, dat (26,1 mm/12.500) is 0,002088 mm globaal 2 micrometer. Het materiaal werd in de vorm van een staafje koud opgespannen tussen twee supports, aan een zijde is het staafje stevig ingeklemd aan de andere zijde duwt het tegen een wijzer van een meetklok met daartussen een nauwkeurige overbrenging die de uitslag van de wijzer vergroot (de overbrenging bestaat uit een tandheugel en enkele tandwielen).
Een orgineel exemplaar van de vuurmeter uit 1729 bevindt zich o.a. in Universiteitsmuseum Utrecht.
Van Musschenbroeck deed experimenten met gietijzer, smeedijzer, roodkoper, geelkoper, zilver, tin en lood, de staven werden verwarmd met 1, 2, 3, 4 of 5 brandertjes gevoed met brandewijn (spiritus). De teststaaf bereikte daardoor steeds hogere temperaturen en werd ook over een grotere lengte verwarmd. Sommige metalen smolten al bij 2 (tin, smeltpunt 232 gr) en andere bij 3 brandertjes (lood smeltpunt 328 gr). De in de tabel aangegeven getallen zijn in een eenheid van 2 micrometer
| Tabel uit beginselen der Natuurkunde | Tabel uit beginselen der Natuurkunde | Tabel uit beginselen der Natuurkunde | Tabel uit beginselen der Natuurkunde | Tabel uit beginselen der Natuurkunde | Tabel uit beginselen der Natuurkunde | Tabel uit beginselen der Natuurkunde | Tabel uit beginselen der Natuurkunde |
| ------------------------------------ | ------------------------------------ | ------------------------------------ | ------------------------------------ | ------------------------------------ | ------------------------------------ | ------------------------------------ | ------------------------------------ |
| aantal                               | yzer                                 | staal                                | roodkoper                            | geelkoper                            | zilver                               | tin                                  | lood                                 |
| 1 vlam                               | 80                                   | 85                                   | 89                                   | 110                                  | 78                                   | 153                                  | 155                                  |
| 2 vlammen                            | 117                                  | 123                                  | 155                                  | 220                                  | 115                                  |                                      | 274                                  |
| 3 vlammen                            | 142                                  | 168                                  | 193                                  | 275                                  | 155                                  |                                      |                                      |
| 4 vlammen                            | 211                                  | 270                                  | 270                                  | 362                                  | 260                                  |                                      |                                      |
| 5 vlammen                            | 230                                  | 310                                  | 310                                  | 377                                  | 305                                  |                                      |                                      |

### Onderscheid en verbeteringen
De vuurmeter van Musschenbroek is geen pyrometer en zelfs geen dilatometer . Een pyrometer is in het huidig spraakgebruik een instrument om temperaturen te meten. Voor het bepalen van het thermisch uitzettingscoëfficiënt is het nodig dat de exacte lengte van het verwarmde object en de juiste temperatuur ervan bekend is, de eerst gebouwde vuurmeter voldeed aan geen van beide eisen. Het apparaat toonde alleen aan dat stoffen (metalen) onder invloed van verwarming uitzetten en bij afkoeling weer krimpen.
Van de vuurmeter uit 1731 werd in opdracht van Musschenbroeck in 1759 door Jan Paauw sr. (1723 - 1803) een verbeterde versie gebouwd. De te meten staaf werd geplaatst in een afgesloten vat met vloeistof waarvan de tempratuur werd gemeten met een thermometer, op deze wijze werd aan bovengenoemde voorwaarden voldaan.

## Trivia
- In de "Verhandelingen van het Bataafsch Genootschap der Proefondervindelyke Wysbegeerte te Rotterdam" uit 1774 lezen we het artikel Beschryving van eenen nieuwen pyrometer, of vuurmeeter door Simon Hoogendyk. Met deze vebetere vuurmeter konden niet alleen metalen maar ook andere materialen worden onderzocht.